# استخوان‌بندی انسان

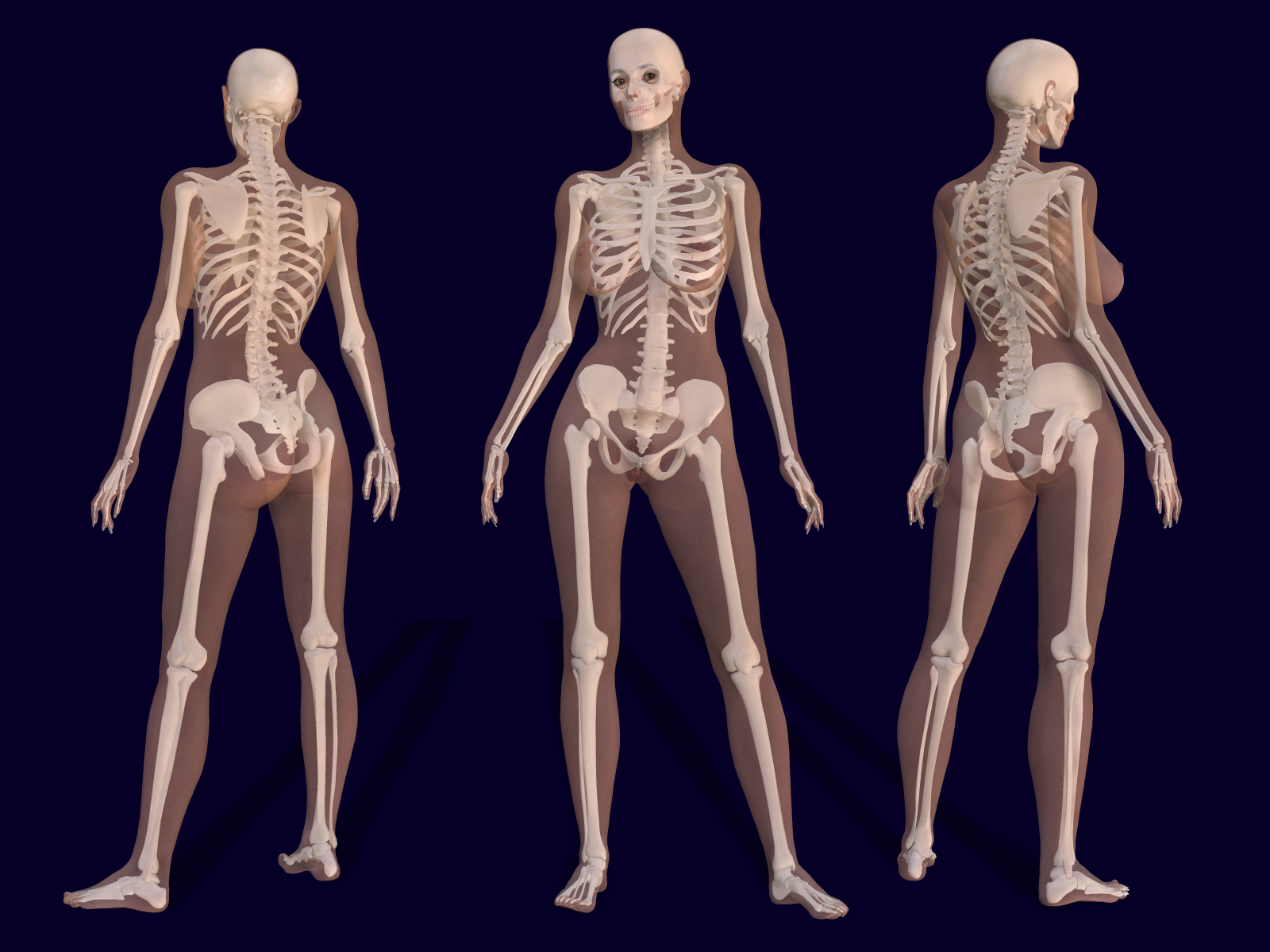
استخوان‌بندی سه‌بعدی یک زن بالغ.

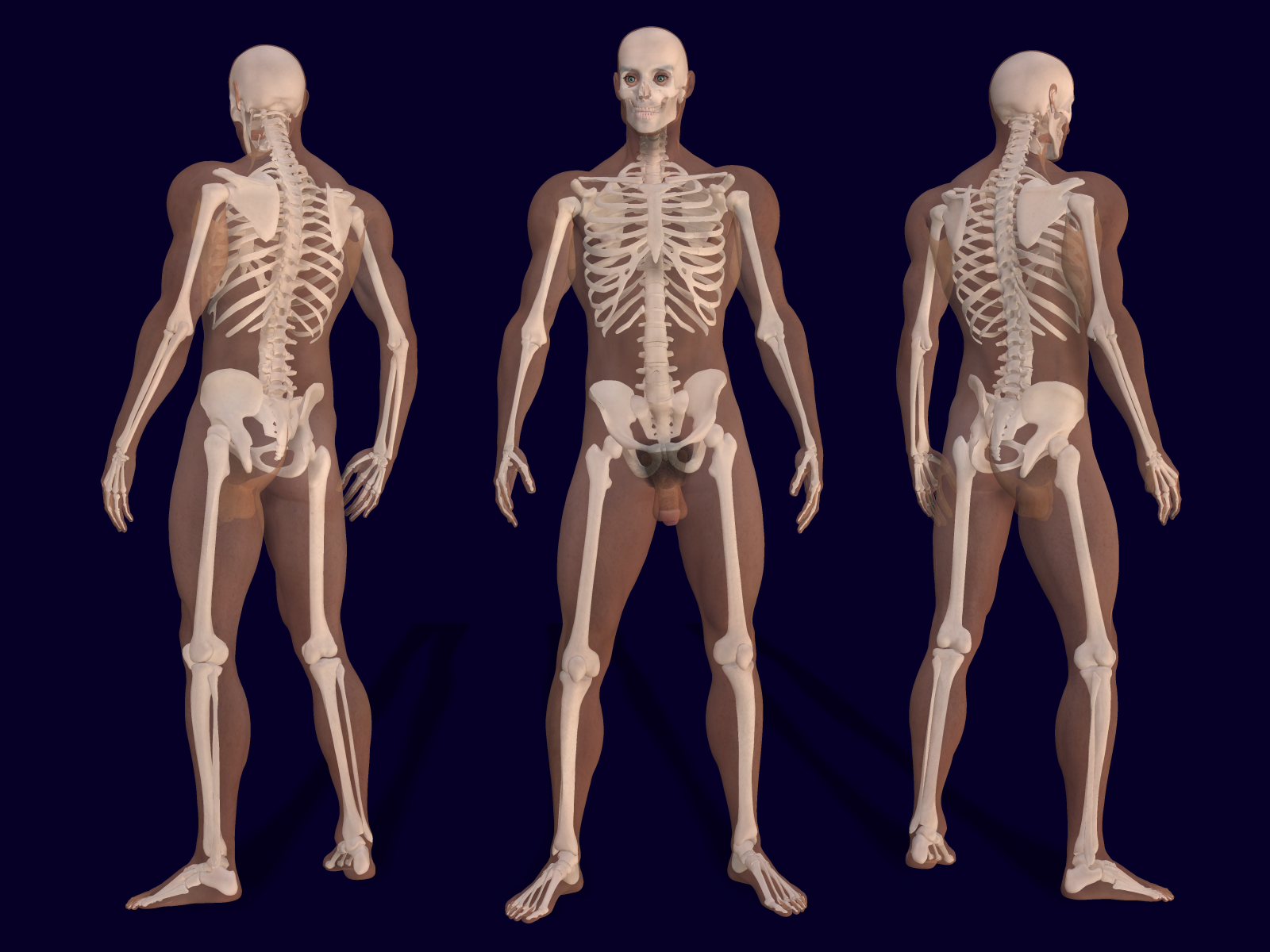
استخوان‌بندی سه‌بعدی یک مرد بالغ.

اُستخوان‌بَندی یا اِسکِلِت انسان آن بخش از بدن انسان است که از جنس استخوان بوده و به عنوان نگهدارنده ساختمان بدن و ایستایی آن در برابر نیروی گرانش و سرعت بخشیدن به حرکت بدن عمل می‌کند. اسکلت انسان مانند سایر مهره‌داران توسط ماهیچه‌ها پوشیده شده‌است. اسکلت و ماهیچه‌ها در عمل با یکدیگر هماهنگ و مکمل یکدیگرند. این استخوان‌ها ساختار بدن را می‌سازند و باعث حرکت بدن می‌شوند، همچنین از اعضای داخلی بدن محافظت می‌کنند.
انسان‌ها در بدو تولد ۳۰۰ قطعه استخوان در بدن دارند، اما در بزرگ‌سالی و در پی ترکیب برخی استخوان‌ها با یکدیگر، مجموع استخوان‌های بدن انسان به ۲۰۶ استخوان کاهش می‌یابد.

## مقدمه
انجام حرکات بدن در یک جانور پرسلولی فقط بر عهده ماهیچه‌ها نیست و جانوری که تنها از ماهیچه‌های خود برای حرکت کردن استفاده کند، حرکاتش بسیار کند خواهد بود. در عوض جانورانی که برای ماهیچه‌های خود تکیه‌گاهی دارند حرکتشان هم به نسبت سریع است این تکیه‌گاه را اسکلت می‌نامند.
دو نوع اسکلت وجود دارند:
- استخوان‌بندی درونی (Endoskeleton)
- استخوان‌بندی بیرونی (Exoskeleton)

در عوض امروزه بزرگ‌ترین جانوران کره زمین مانند وال دارای استخوان‌بندی درونی هستند جنس اسکلت درونی از غضروف یا استخوان است. جانوران دارای استخوان‌بندی بیرونی معمولاً جثه‌های کوچکی دارند. مانند حشرات.

## نقش اسکلت آدمی

بافت مغز استخوان. بزرگنمایی: 4x

بافت مغز استخوان. بزرگنمایی: 40x

در انسان مانند جانوران دیگر، وظیفه اسکلت عبارت است از:
- حفاظت اندام‌هایی مانند مغز، قلب، شش‌ها
- حرکت
- خون سازی و تولیدگلبول قرمز
- تکیه‌گاه ماهیچه‌ها قرار می‌گیرد.

در عین حال مغز استخوان‌های پهن (به غیر از استخوان‌های دنده) مرکز گلبول سازی است. همچنین استخوان را باید منبع مهم ذخیره مواد معدنی به‌ویژه کلسیم شمرد. ۹۷٪ کل نمک‌های کلسیم در استخوان است. که وجود آن‌ها در فعالیت‌های حیاتی بدن ضرورت دارد.
اسکلت آدمی برای سهولت مطالعه به سه بخش سر، تنه و اندام (دست و پا) تقسیم می‌شود.

## استخوان‌های سر
استخوان‌های سر عموماً از نوع استخوانهای پهن هستند اسکلت سر شامل دو بخش جمجمه و صورت است. استخوان‌های جمجمه ۸ عدد هستند و عبارت‌اند از: یک پیشانی در جلو، یک استخوان پس‌سری که در پشت و زیر جمجمه قرار دارد، این استخوان سوراخی بیضوی دارد که از آن راه مغز با نخاع مربوط می‌شود. دو استخوان آهیانه در دو طرف بالای جمجمه، دو استخوان گیجگاهی در دو پهلوی جمجمه، یک استخوان پروانه‌ای که کف جمجمه را تشکیل می‌دهد. یک استخوان پرویزنی در پشت و بالای حفره‌های بینی. استخوان‌های چهره ۱۴ قطعه هستند. ۱۳ قطعه چسبیده به جمجمه و بی‌حرکت هستند و یک قطعه آرواره پایینی متحرک است.
استخوان‌های زوج سر شامل ۱- استخوان آهیانه ۲- استخوان گیجگاهی
استخوان‌های فرد سر شامل ۱- پروانه‌ای ۲- پرویزنی ۳- پس‌سری ۴- استخوان پیشانی

## استخوان‌های تنه

بافت استخوان متراکم. بزرگنمایی: 4x

بافت استخوان متراکم. بزرگنمایی: 10x

بافت استخوان متراکم. بزرگنمایی: 40x

بافت استخوان اسفنجی. بزرگنمایی: 10x

### ستون مهره‌ها
ستون مهره‌ها از ۲۶ قطعه استخوان (با یکپارچه حساب کردن استخوان‌های خاجی و دنبالچه) ساخته شده‌است. به هر یک از قطعات ستون مهره‌ها یک مهره می‌گویند. مهره‌های پشت به صورتی روی هم قرار گرفته‌اند که جسم آن‌ها روی هم و سوراخ آن‌ها در امتداد یکدیگر باشد و در نتیجه لوله درازی به وجود می‌آید که محل استقرار نخاع خاری (نخاع شوکی) است. میان جسم هر دو مهره یک تیغه غضروفی قرار گرفته‌است. مهره‌های ستون مهره‌ها را به پنج بخش تقسیم می‌کنند. مهره‌های گردنی که تعداد آن‌ها ۷ عدد است. مهرهای پشت که تعداد آن‌ها ۱۲ عدد است و هر کدام دو زائده عرضی دارند که در همه آنها به استثنای مهره‌های پشتی ۱۱ و ۱۲ به دو دنده متصل می‌شوند. مهره‌های کمری که تعداد آن ۵ عدد است. استخوان یکپارچه خاجی و استخوان یکپارچه دنبالچه که از اتصال ۴ یا ۵ مهره جنینی به وجود آمده‌است. بیشتر آسیب‌هایی که مربوط به دیسک می‌شوند در قسمت استخوان‌های کمر صورت می‌گیرند.

### قفسه سینه
دنده‌ها، دوازده جفت کمان استخوانی هستند که از عقب به زائده پهلویی مهره‌های پشت متصلند و از جلو به جز دو جفت آخر (از ده جفت دیگر سه جفت با هم و هفت جفت جدا) با واسطه غضروف به جناغ مربوطند. جناغ استخوانی پهن است شبیه خنجر که غضروف دنده‌ها به آن متصل می‌شوند. از ۱۲ جفت دنده و ستون مهره‌ها و جناغ فضای محدودی به وجود می‌آید که دیافراگم، آن را از پایین مسدود می‌کند. این فضا که شش و قلب را در خود جای می‌دهد، قفسه سینه نام دارد.

## استخوان‌های اندام‌های بالایی و پایینی
دست و پا هر یک به‌وسیله چند استخوان به تنه متصل می‌شوند. استخوان‌های رابط دسته را به تنه، شانه و استخوان‌های رابط پا را به تنه، نیم‌لگن می‌گویند.

### استخوان شانه
شامل دو استخوان است: یکی ترقوه در جلو که از یک طرف به جناغ و از طرف دیگر به کتف مربوط است دیگری کتف در پشت شانه کتف استخوان پهن و نازکی است که شکل مثلث دارد سر استخوان بازو، در گودی کاسه‌ای (گلنویید) فرومی‌رود و در آن می‌چرخد.

### استخوان نیم‌لگن
استخوان منفردی است که از چسبیدن سه استخوان جنینی به نام استخوان‌های تهیگاهی، شرمگاهی و نشیمنگاهی به وجود آمده‌است. از مجموع دو نیم‌لگن و استخوان خاجی فضایی به وجود می‌آید که به آن لگن خاصره می‌گویند.

### استخوان دست
دست شامل این استخوان‌ها است: استخوان بازو که استخوانی است دراز و از بالا در حفره کتف مفصل می‌شود و از پایین با استخوان‌های ساعد ارتباط دارد. استخوان‌های ساعد شامل زند بالایی و زند پایینی است. زند پایینی، زائده‌ای به نام آرنج دارد که با استخوان بازو مفصل می‌شود ولی زند زبرین از پایین به مچ مفصل می‌شود. مچ دست، هشت استخوان کوچک دارد که در دو ردیف قرار دارند. کف دست، پنج استخوان.

### استخوان پا
استخوان ران درازترین استخوان بدن است. سر برجسته آن در گودی نیم‌لگن فرو می‌رود و در آن می‌چرخد، سر دیگر آن دو برجستگی و یک شیار دارد. در مقابل شیار، استخوان کوچک پهنی به نام کشکک جای دارد. استخوان‌های ساق، شامل درشت‌نی و نازک‌نی است. درشت‌نی از بالا با ران و از پایین با استخوان‌های مچ پا مفصل می‌شود. استخوان درشت نی در انتهای خود به قوزک داخلی پا ختم می‌شود. نازک‌نی از بالا به درشت‌نی تکیه می‌کند و از پایین، قوزک خارجی را می‌سازد.
مچ پا، ۷ استخوانچه دارد. کف پا، شامل پنج استخوان است. استخوان‌های مچ به جز پاشنه و استخوان‌های کف پا به صورت قوسی قرار گرفته‌اند و کاملاً به زمین تکیه نمی‌کنند. انگشتان پا هر یک شامل سه بند است. به جز شست که دو بند دارد. استخوان‌های انگشتان پا کوچک‌تر از استخوان‌های انگشتان دست هستند و تحرک مختصری دارند.
بزرگ‌ترین استخوان کف پا استخوان پاشنه است.